# 笑うと泣くぞ…ダハ!
『笑うと泣くぞ…ダハ!』（わらうとなくぞ ダハ）は、1989年10月8日から1990年3月18日まで日本テレビで放送されていたバラエティ番組である。放送時間は毎週日曜 11:45 - 13:00 （日本標準時）。

## 概要
昼の12時から放送されていた『CHA-CHAワールド』の拡大リニューアル版で、同様に劇場型のスタジオに観客を招いての公開収録を行っていた。企画構成も同様に萩本欽一が「秋房子」名義で担当していたが、出演者に関しては小堺一機を中心とするメンバー構成になり、彼らがステージ上でコントやドラマ（戯曲）を繰り広げていた。

## 出演者
- 小堺一機
- 田中美佐子
- 本田博太郎
- 中村ゆうじ
- 間寛平 - 本番組が東京進出後初のレギュラー番組となった。
- 島田洋七 - 初期のみに出演。
- CHA-CHA
- JA-JA
- パワーズ
- 君塚良一 - 構成担当の放送作家として出演。

## スタッフ
- 企画構成：秋房子（萩本欽一）
- 構成：大岩賞介、永井準、詩村博史、鈴木しゅんじ、鶴間政行、荒木美子（この中から週替わりで2人ずつが担当）
- 音楽：入江淳、門司肇
- 美術：小村一郎
- 美術進行：高野豊
- 音響効果：白根沢修
- スタイリスト：藤原万里子
- 広報：染井将吾
- 製作協力：えとせとら
- 技術：日本テレビビデオ
- 照明：共立照明
- 協力：浅井企画
- 通信機器協力：NTT
- 製作：加藤光夫
- プロデューサー：金谷勲夫、松田道雄
- ディレクター：近藤奏教、矢坂義之、竹田次彦、柳川剛
- 演出：篠木為八男、土屋敏男、大垣信良、森下泰男
- 製作著作：日本テレビ

## テーマソング
- 「ぽろり物語」（歌：CHA-CHA）
  - 作詞：及川眠子／作曲：見岳章／編曲：中村哲

## エピソード
番組の終了後、CHA-CHAの勝俣州和と西尾拓美は同じ時間帯にテレビ朝日で放送されていた『どーもデス!』の最終回（1990年4月29日放送）にゲスト出演した。2人は同番組で「いつも見てました！」とボケてみせ、司会のウッチャンナンチャンから「裏に出てたよね？」とツッコまれていた。
勝俣は数年後、裏番組の『アッコにおまかせ!』（TBS系）の準レギュラーを務め現在に至る。
| 日本テレビ 日曜11:45枠                                                                         | 日本テレビ 日曜11:45枠                               | 日本テレビ 日曜11:45枠                                 |
| 前番組                                                                                         | 番組名                                               | 次番組                                                 |
| ---------------------------------------------------------------------------------------------- | ---------------------------------------------------- | ------------------------------------------------------ |
| NNN昼のニュース ※11:45 - 12:00CHA-CHAワールド （1989年4月16日 - 1989年9月24日） ※12:00 - 13:00 | 笑うと泣くぞ…ダハ! （1989年10月8日 - 1990年3月18日） | 紳助のとんでもいい夢 （1990年4月1日 - 1990年10月14日） |